# CLIPS (［Alexandros］の映像作品)
『CLIPS』（クリップス）は、［Alexandros］の初のミュージック・ビデオ集。Blu-rayとDVDの2種類の規格で、2017年12月20日にユニバーサルミュージックから発売された。

## 解説
- 映像作品としては、前作『We Come In Peace Tour & Documentary』から約5か月ぶりのリリースとなる。
- デビュー曲「For Freedom」から、「明日、また」までの全33曲のMVを収録している。 また、TV SPOT COLLECTIONが収録されるほか、スタッフによる制作秘話座談会がブックレットに掲載されている。
- 初回プレス分は、スリーブケース仕様となっている。

## 収録曲
1. For Freedom
2. city
3. You‘re So Sweet & I Love You
4. Rocknrolla!
5. 言え
6. Cat 2
7. spy
8. Waitress, Waitress!
9. Kids
10. Kill Me If You Can
11. Starrrrrrr
12. 涙がこぼれそう
13. Forever Young
14. Stimulator
15. Kick&Spin
16. Run Away
17. Oblivion
18. Droshky!
19. Adventure
20. ワタリドリ
21. Dracula La
22. Famous Day
23. Dog 3
24. Girl A
25. Boo! from「live at Makuhari Messe 2015.12.19」
26. NEW WALL
27. Swan
28. Feel like
29. ムーンソング
30. Kaiju
31. SNOW SOUND
32. NEW WALL from「live at Makuhari Messe 2017」
33. 明日、また